# Gymnocalycium uruguayense
Gymnocalycium uruguayense ist eine Pflanzenart in der Gattung Gymnocalycium aus der Familie der Kakteengewächse (Cactaceae). Das Artepitheton uruguayense verweist auf das Verbreitungsgebiet in Uruguay.

## Beschreibung
Gymnocalycium uruguayense wächst sprossend und gruppenbildend mit saftig grünen bis blaugrünen, abgeflacht kugelförmigen Trieben, die bis zum Scheitel in den Erdboden eingesenkt sind oder bei Durchmessern von 5 bis 10 Zentimetern (selten bis 14 Zentimeter) 3 bis 4 Zentimeter herausragen. Es ist eine Sprossrübe vorhanden. Die sechs bis zehn (selten bis 14) Rippen sind in sechseckige Höcker mit auffälligem kinnartigen Vorsprung gegliedert. Mitteldornen sind nicht vorhanden. Die drei bis sieben fein flaumigen, geraden bis etwas gebogenen, gelblich braunen bis weißlichen Randdornen liegen an der Trieboberfläche an. Sie sind 1 bis 3 Zentimeter lang.
Die glockenförmigen, weißlichen bis zitronengelben oder rosafarbenen, manchmal grünlich gelben Blüten erreichen eine Länge von bis zu 4 Zentimeter und einen Durchmesser von 5,5 bis 6,5 Zentimeter. Die Blüten sind gelegentlich eingeschlechtig und die Pflanzen zweihäusig. Die länglichen bis eiförmigen Früchte sind dunkelgrün bis blaugrün und weisen eine Länge von bis zu 2 Zentimeter und einen Durchmesser von 1 Zentimeter auf.

## Verbreitung, Systematik und Gefährdung
Gymnocalycium uruguayense ist in Brasilien im Bundesland Rio Grande do Sul sowie in Uruguay verbreitet.
Die Erstbeschreibung als Echinocactus uruguayensis erfolgte 1905 durch José Arechavaleta. Nathaniel Lord Britton und Joseph Nelson Rose stellten die Art 1922 in die Gattung Gymnocalycium. Ein weiteres nomenklatorisches Synonym ist Gymnocalycium hyptiacanthum subsp. uruguayense (Arechav.) Mereg. (2008).
In der Roten Liste gefährdeter Arten der IUCN wird die Art als „Vulnerable (VU)“, d. h. als gefährdet geführt.

## Nachweise